# Jahnavi
Jahnavi és un riu de l'Índia, a l'estat de Uttarakhand. És afluent del riu Bhagirathi i neix a 30° 55′ N, 79° 14′ E / 30.917°N,79.233°E corrent primer cap al nord i després cap a l'oest, unint-se al Bhagirathi prop del temple del mateix nom, després d'un curs de 48 km.